# Carme Blay i Garbayo
Carme Blay i Garbayo (Sant Pere de Ribes, 31 de juliol de 1973) és una atleta catalana retirada, especialitzada en les curses de velocitat.
Blay es formà al Club Atletisme Vilanova i posteriorment competí amb el Club Atletisme Sitges, el CN Reus Ploms, el FC Barcelona, l'equip Nike i el València Terra i Mar. Durant els seus 20 anys com a atleta sempre fou entrenada per Carles Lloveras.
Va representar Espanya en 41 ocasions. Va prendre part en competicions internacionals, com ara els 4 × 100 metres relleus dels Campionats del Món d'atletisme de 1999 i 2003 i en els 60 metres als Campionats del Món en pista coberta de 1995 i 2004. Es proclamà sis vegades campiona d'Espanya dels 100 metres llisos (1995, 1997, 2000-2003) i 10 dels 60 metres indoor (1995-2004). Es retirà en finalitzar la temporada de 2005.

## Palmarès
Campionat de Catalunya
- 100 metres llisos: 1991, 1993, 1996, 1999, 2001, 2002

## Palmarès internacional
| Any  | Competició                          | Seu                     | Posició               | Prova           | Temps |
| ---- | ----------------------------------- | ----------------------- | --------------------- | --------------- | ----- |
| 1991 | Campionat d'Europa júnior           | Tessalònica, Grècia     | 7a                    | 4x100 m relleus | 47.19 |
| 1992 | Campionat del Món júnior            | Seül, Corea del Sud     | 11a (semifinals)      | 4x100 m relleus | 46.41 |
| 1994 | Campionat d'Europa                  | Hèlsinki, Finlàndia     | 11a (sèries)          | 4x100 m relleus | 45.11 |
| 1995 | Campionat del Món en pista coberta  | Barcelona, Catalunya    | 23a (sèries)          | 60 m            | 7.39  |
| 1995 | Universíades                        | Fukuoka, Japó           | 26a (quarts de final) | 100 m           | 12.23 |
| 1996 | Campionat d'Europa en pista coberta | Estocolm, Suècia        | 14a (sèries)          | 60 m            | 7.46  |
| 1997 | Jocs del Mediterrani                | Bari, Itàlia            | 8a                    | 100 m           | 11.64 |
| 1997 | Jocs del Mediterrani                | Bari, Itàlia            | 4a                    | 4x100 m relleus | 44.55 |
| 1998 | Campionat d'Europa en pista coberta | València, País Valencià | 11a (semifinals)      | 60 m            | 7.35  |
| 1998 | Campionats Íbero-americans          | Lisboa, Portugal        | 4a                    | 100 m           | 11.65 |
| 1998 | Campionats Íbero-americans          | Lisboa, Portugal        | 1a                    | 4x100 m relleus | 44.54 |
| 1998 | Campionat d'Europa                  | Budapest, Hongria       | 9a (sèries)           | 4x100 m relleus | 44.64 |
| 1999 | Universíades                        | Palma, Illes Balears    | 21a (quarts de final) | 100 m           | 11.98 |
| 1999 | Campionat del Món                   | Sevilla, Espanya        | 15a (sèries)          | 4x100 m relleus | 45.14 |
| 2000 | Campionat d'Europa en pista coberta | Gant, Bèlgica           | 16th (h)              | 60 m            | 7.37  |
| 2002 | Campionat d'Europa                  | Múnic, Alemanya         | 10a (sèries)          | 4x100 m relleus | 44.32 |
| 2002 | Copa del món                        | Madrid, Espanya         | 8a                    | 4x100 m relleus | 45.07 |
| 2003 | Campionat del Món                   | París, França           | 14a (sèries)          | 4x100 m relleus | 44.08 |
| 2004 | Campionat del Món en pista coberta  | Budapest, Hongria       | 27a (sèries)          | 60 m            | 7.52  |
| 2005 | Campionat d'Europa en pista coberta | Madrid, Espanya         | 20a (sèries)          | 60 m            | 7.50  |
| 2005 | Jocs dels Mediterrani               | Almeria, Espanya        | 2a                    | 4x100 m relleus | 44.47 |

## Millors temps
Aire lliure
- 100 metres llisos – 11.57 (+1.1 m/s) (Salamanca, 1996)
- 200 metres llisos – 24.45 (-0.9 m/s) (Castelló, 2002)

A cobert
- 60 metres llisos – 7.35 (València 1998)